# Phyllodonta angulo
Phyllodonta angulo là một loài bướm đêm trong họ Geometridae.